# Juliana van Stolberg

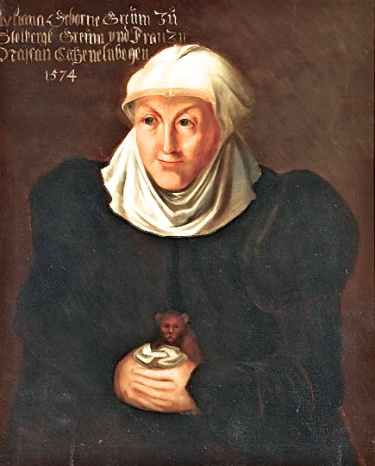
Juliana van Stolberg geportretteerd met een meerkat in 1574

Wapen Juliana van Stolberg

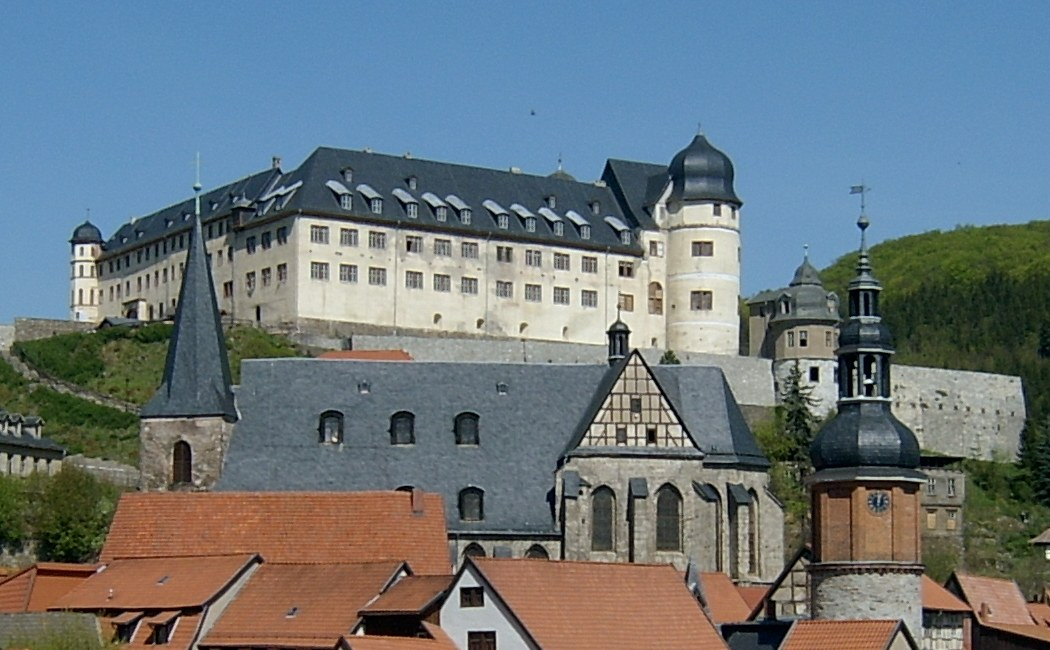
Kasteel Stolberg

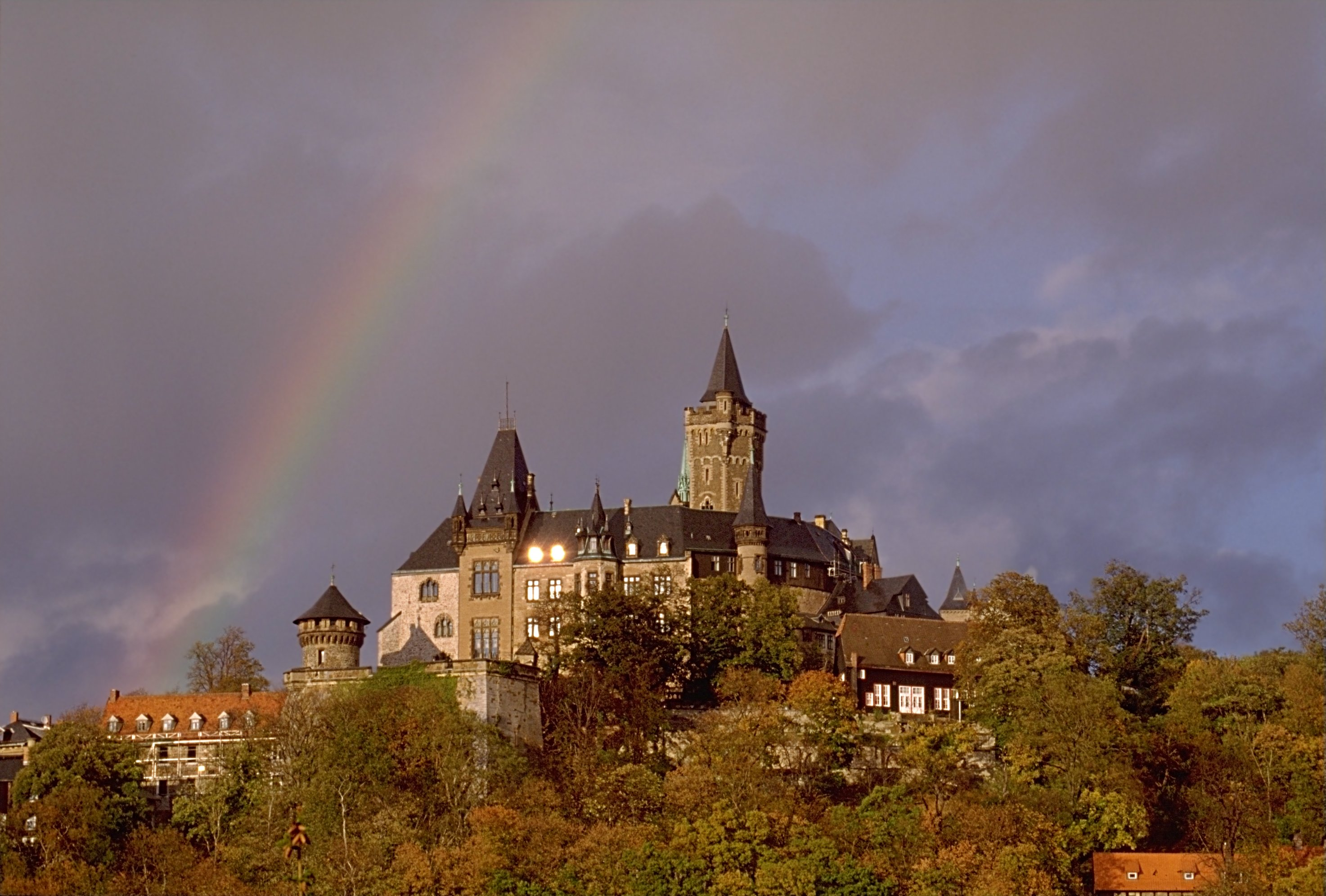
Kasteel Wernigerode

Juliane von Stolberg, in de Nederlandse literatuur beter bekend onder haar vernederlandste naam Juliana van Stolberg (Stolberg, 15 februari 1506 — Dillenburg, 18 juni 1580), was de moeder van Willem van Oranje. Zij kwam uit het Huis Stolberg.

## Vroege leven
Juliana was het vijfde kind van Botho III van Stolberg-Wernigerode en Anna van Eppstein-Königstein; er zouden er nog acht volgen. Juliana werd vernoemd naar Juliana van Nicomedië, een martelares wier naamdag op 16 februari wordt gevierd.
Hoewel haar ouders lid waren van de Rooms-Katholieke Kerk stonden zij open voor de nieuwe ideeën van de opkomende reformatie. Een van Luthers aanhangers, Tileman Platner, werd door graaf Botho aangesteld als hofkapelaan en onderwijzer, waardoor Juliana een lutherse opvoeding genoot.
Het gezin woonde afwisselend op de kastelen Stolberg en Wernigerode in Saksen-Anhalt en op kasteel Hohnstein in het graafschap Hohnstein, kastelen in de gebieden waarover Juliana’s vader regent was.
Op haar dertiende werd Juliana samen met andere broers en zussen naar het hof van graaf Eberhard van Königstein, de broer van Juliana’s moeder, gezonden om daar verder te worden opgevoed. Tevens kon men vanuit deze omgeving op zoek gaan naar een geschikte huwelijkskandidaat voor Juliana.

## Huwelijken

#### Eerste huwelijk
In 1520 werd vastgelegd dat Juliana zou trouwen met graaf Filips II van Hanau-Münzenberg (17 augustus 1501 - 28 maart 1529), zoon van Reinhard IV. von Hanau-Münzenberg (1473-1512) en Katharina von Schwarzburg-Blankenburg (1470-1514). De huwelijksvoltrekking vond echter pas plaats op 27 januari 1523 in Hanau. Uit dit huwelijk kwamen vijf kinderen voort. Vlak voor de geboorte van hun vijfde kind, Juliana, overleed haar man Filips II plots op 28 maart 1529. Om de hoogzwangere Juliana te ontzien, werd hij de volgende dag al begraven.

#### Tweede huwelijk
Op 29 september 1531 hertrouwde Juliana op kasteel Königstein met Willem de Rijke, graaf van Nassau-Dillenburg. Deze Willem was de voogd geweest van haar eerste echtgenoot. Willem zelf was al getrouwd geweest met Walburga van Egmont (1490-1529), bij wie hij twee kinderen had: Elisabeth (reeds in 1524 overleden) en Magdalena (1522-1567).
Uit Juliana’s huwelijk met Willem werden twaalf kinderen geboren:
| Naam      |  | Geboren           | Overleden        | Huwelijkspartner                                                                          | Bijzonderheden                                             |
| --------- |  | ----------------- | ---------------- | ----------------------------------------------------------------------------------------- | ---------------------------------------------------------- |
| Willem    |  | 24 april 1533     | 10 juli 1584     | Anna van Egmont Anna van Saksen Charlotte van Bourbon Louise de Coligny                   | Willem van Oranje/Vermoord in Delft                        |
| Hermanna  |  | 9 augustus 1534   | ?                |                                                                                           | Jong gestorven                                             |
| Jan       |  | 22 november 1536  | 8 oktober 1606   | Elisabeth van Leuchtenberg Cunegonda Jacoba van de Palts Johannetta van Sayn-Wittgenstein |                                                            |
| Lodewijk  |  | 10 januari 1538   | 14 april 1574    |                                                                                           | Gesneuveld                                                 |
| Maria     |  | 18 maart 1539     | 28 mei 1599      | Willem IV van den Bergh                                                                   | Haar man koos de zijde van Filips II van Spanje            |
| Adolf     |  | 11 juli 1540      | 23 mei 1568      |                                                                                           | Gesneuveld                                                 |
| Anna      |  | 21 september 1541 | 12 februari 1616 | Albrecht van Nassau-Weilburg-Ottweiler                                                    |                                                            |
| Elisabeth |  | 25 september 1542 | 18 november 1603 | Conrad van Solms-Braunfels                                                                |                                                            |
| Catharina |  | 29 december 1543  | 25 december 1624 | Günther XLI van Schwarzburg-Arnstadt                                                      | Getuige van moord op Willem van Oranje                     |
| Juliana   |  | 10 augustus 1546  | 31 augustus 1588 | Albrecht VII van Schwarzburg-Rudolstadt                                                   | Haar man was de broer van Günther van Schwarzburg-Arnstadt |
| Magdalena |  | 15 december 1547  | 16 mei 1633      | Wolfgang van Hohenlohe-Weikersheim                                                        |                                                            |
| Hendrik   |  | 15 oktober 1550   | 14 april 1574    |                                                                                           | Gesneuveld                                                 |

Het echtpaar nam hun intrek op de Dillenburg, waar Juliana de huishouding op zich nam. Naast de zorg voor haar eigen (stief)kinderen zag zij ook toe op de opvoeding van de adellijke jongens die naar Dillenburg kwamen om aan de hofschool opgeleid te worden. Op 6 oktober 1559 verloor Juliana ook haar tweede man.

## Juliana en de strijd om de Nederlanden
Juliana toonde zich al vroeg een aanhanger van het protestantisme; eerst van de lutherse, later van de calvinistische leer. Het afstaan van haar zoon Willem uit haar tweede huwelijk aan het hof van keizer Karel V in Brussel viel haar zwaar.
Toen rond 1566 definitief een opstand uitbrak in de Nederlanden, besloot zij onmiddellijk haar strijdende zonen in daad en raad bij te staan. Bekend van haar zijn de verschillende brieven die zij stuurde, waarin zij haar zonen opriep te vertrouwen op de Heer en zich niet in te laten met onzedelijkheid, dronkenschap en vloeken.
Zij schreef aan hen onder andere:
„Ik heb met een bezwaard gemoed gehoord dat het krijgsvolk met vloeken zulk een slecht en goddeloos leven leidt. Ik vrees dat Gods toorn over de ganse christenheid zal gaan, want waar men ook heenziet, het is al ijdel, moedwillig en goddeloos leven.
Ook steunde zij haar zonen financieel in de strijd tegen de troepen van Alva, hoewel deze op een nederlaag uitliep.
Door deze opstand verloor Juliana tijdens haar leven drie van haar zonen: Lodewijk en Hendrik sneuvelden tijdens de Slag op de Mookerheide en Adolf sneuvelde in de Slag bij Heiligerlee (1568).

## Einde van haar leven
Tijdens de laatste jaren van haar leven had Juliana te maken met oogproblemen en vele pijnen, waardoor het schrijven van brieven voor haar onmogelijk werd. Twee dagen voor haar dood vertrouwde ze reeds aan een adviseur van Willem van Oranje toe, dat ze uitzag naar het naderende einde.
Op 18 juni 1580 overleed Juliana van Stolberg. Op 22 juni 1580 werd haar lichaam bijgezet in de grafkelder in de Evangelische Stadskerk te Dillenburg.
Bij haar dood was zij grootmoeder en overgrootmoeder van 160 nakomelingen, waarmee zij beschouwd werd als de stammoeder van vele Europese vorstenhuizen.

## Moderne Tijd

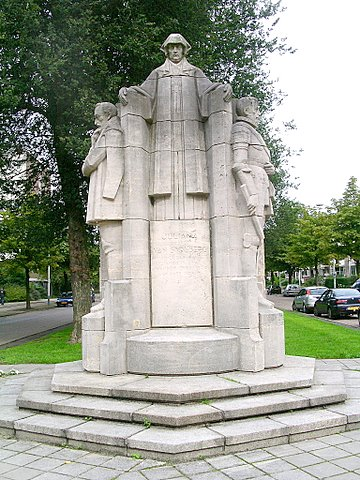
Juliana van Stolberg en haar vijf zoons

Ondanks dat zij de moeder was van Willem van Oranje raakte Juliana in de vergetelheid. Pas laat in de 19e eeuw kwamen er publicaties over haar leven waarmee haar belang voor de Oranje-dynastie werd onderstreept. Mede door deze heropleving vernoemde koningin Wilhelmina haar dochter in 1909 naar de vernederlandste naam van de stammoeder van het geslacht. In 1927 (op de 18e verjaardag van de latere koningin Juliana) werd in Den Haag ter ere van haar en vijf van haar zonen uit het tweede huwelijk een standbeeld onthuld.
In 2006 werd de 500e geboortedag van Juliana van Stolberg in Duitsland herdacht.